# Erosida gratiosa
Erosida gratiosa é uma espécie de coleóptero da tribo Eburiini (Cerambycinae); com distribuição na Argentina, Brasil, Paraguai e Uruguai.

## Descrição
Comprimento variando de 12-15 mm; com tegumento vermelho-acastanhado; antenas (exceto o 1° articulo) pretas, extremamente longas; protórax com tubérculos; élitros com duas manchas negras e com duas faixas ebúrneas; fêmures vermelhos, com tubérculos (exceto na perna anterior), tarsos pretos.

## Sistemática
- Ordem Coleoptera
  - Subordem Polyphaga
    - Infraordem Cucujiformia
      - Superfamília Chrysomeloidea
        - Família Cerambycidae
          - Subfamília Cerambycinae
            - Tribo Eburiini
              - Gênero Erosida
                - E. gratiosa (Blanchard, 1843)